# Télécommunications en Haïti
Le système de télécommunications d'Haïti comprend des dispositifs de diffusion radiophonique, télévisuelle, téléphonique et d'Internet. Le CONATEL (Conseil National des Télécommunications, qui relève du ministère des Travaux publics, Transports et Communications) veille au développement de ces secteurs. Les opérateurs commerciaux pour la téléphonie mobile et Internet sont  Digicel (qui a racheté Comcel en 2012) et Natcom. En 2013 le secteur des télécommunications apporte près d'un quart des recettes fiscales (la taxation des appels entrants a apporté 50 millions de dollars américains).

## Radio et télévision
La transition entre la télévision analogique et numérique que se fixe le CONATEL est juin 2015, soit le délai butoir défini par l'union internationale des télécommunications. Le standard de diffusion n'est pas connu en 2013.
Lors du renforcement de son dispositif de régulation administrative des télécommunications, de 2011 à 2013 l'État haïtien a procédé à la suspension de 58 stations de radio et de neuf stations de télévision illégales.

## Téléphone

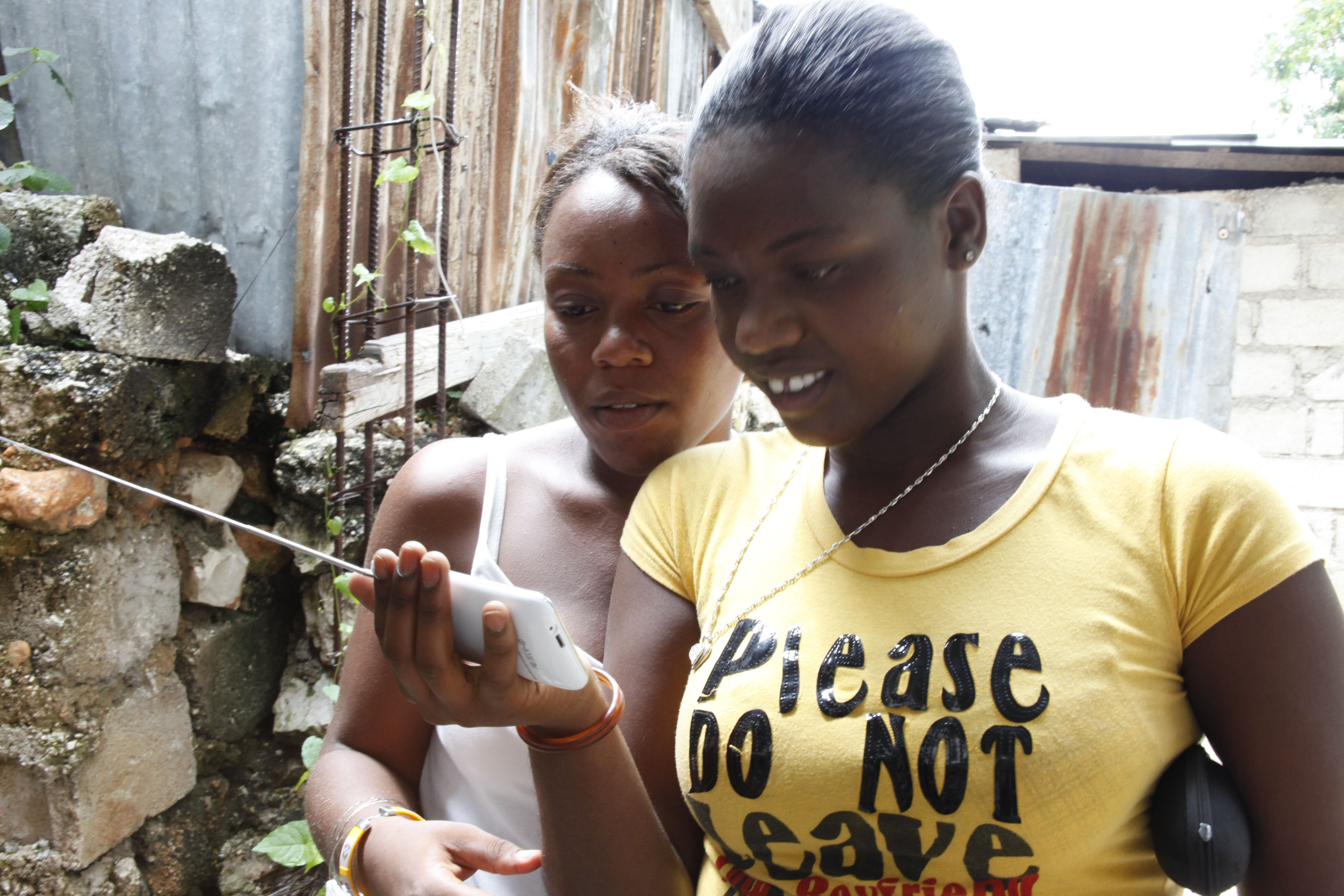
Le téléphone portable est l'outil de télécommunication le plus utilisé sur l'île.

En 2015 la CIA dénombre 41 000 postes téléphoniques fixes et plus de 7,4 millions de téléphones portables. Elle qualifie le réseau et les équipements de la téléphonie fixe comme les moins développés des Caraïbes et de l'Amérique latine mais souligne que l'introduction de téléphones portables bon marché a contribué à un taux d'équipement de près de 73 % de la population.
De 2011 à 2013 l'État a repris en main la lutte contre la fraude téléphonique et a procédé au blocage de 38 155 numéros. Un contrôle des ventes des cartes SIM permettant l'identification des utilisateurs est mis en place.

### Plan national de numérotation
Les numéros de téléphone comportent des numéros courts (3 ou 4 chiffres) et des numéros longs (8 chiffres, représentés en deux séquences de quatre, par exemple 2874 1096).
| Préfixe | Affectation                              |
| ------- | ---------------------------------------- |
| 0       | Accès international                      |
| 1       | Numéros spéciaux (urgence et assistance) |
| 2       | Téléphonie fixe                          |
| 3       | Téléphonie mobile                        |
| 4       | Téléphonie mobile                        |
| 5       | Réservé                                  |
| 6       | Réservé                                  |
| 7       | Réservé                                  |
| 8       | Service à valeur ajoutée, Numéros verts  |
| 9       | Voix sur IP                              |

Les numéros d'urgence sont :
- 113 (MINUSTAH)
- 114 et 122 (Police nationale)
- 115 (pompiers)
- 116 (centre ambulancier NTL)
- 118 (la Croix Rouge)
- 131 (SOS Femmes)
- 133 (SOS Timoun, protection de l'enfance).

## Internet

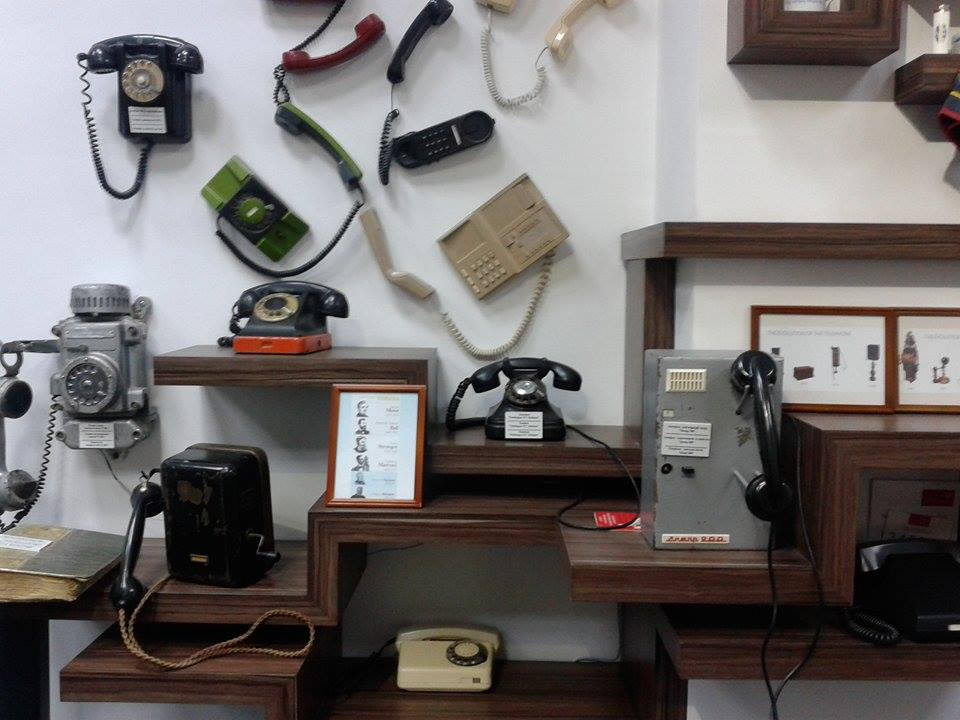
Différents types de téléphones.

Le domaine national de premier niveau assigné à Haïti est .ht.
En 2009 le nombre d'utilisateurs d'Internet est estimé à un million (soit environ 10 % de la population) par la CIA. En 2012 elle a recensé 555 postes connectés à Internet.
L'État est engagé dans l'installation de près de 6 000 km de fibre optique aérienne, souterraine et marine en collaboration avec les principaux opérateurs (Digicel et Natcom) et avec le co-financement de la banque interaméricaine de développement.